# Honda RVF 400
Die RVF 400 (NC 35) ist ein Supersport-Motorrad des Herstellers Honda, das von 1994 bis 1996 produziert wurde, aber teilweise noch bis 2001 von Händlern auf dem Markt angeboten wurde. Das Motorrad war offiziell nur in Japan erhältlich.
Sie war das kleine Schwestermodell der Honda RVF 750, so wie es zuvor die Honda VFR 400 R zur Honda VFR 750 R war.
Im Gegensatz zum Vorgängermodell VFR 400 R, dessen Produktion 1992 eingestellt wurde, war vor allem die Gabel vorne verändert worden. Das Hinterrad wurde von 18 auf 17" reduziert. Die Frontverkleidung erhielt zwei Frischluftkanäle; die beiden Scheinwerfer waren nicht mehr rund, sondern hatten nun das „Fuchsaugen“-Design.
Eine weitere Änderung betraf die Vergaser. Die RVF 400 besitzt 30 mm-Gleichdruck-Flachschiebervergaser, das Vorgängermodell VFR 400 R hat dagegen 32 mm-Gleichdruck-Rundschiebervergaser.